# Naukograd
Un naukograd - наукоград (rus) - o ciutat científica és un terme formal per referir-se a les ciutats que tenen una alta concentració d'investigacions i desenvolupaments científics a Rússia (o antiga Unió Soviètica). Moltes d'aquestes ciutats foren construïdes en l'època soviètica amb aquest propòsit exprés. Algunes d'elles eren secretes i formaven part d'un gran sistema de ciutats tancades durant aquell període comunista. Actualment a la Federació de Rússia el terme és utilitzat, generalment, per referir-se a unes setanta ciutats que tenen concentracions de producció i investigació científica; i en particular, a un petit nombre de ciutats que han estat reconegudes per llur potencial científic, i que compten amb privilegis especials.
Pel que fa a la definició general, prop de trenta naukograds estan localitzats a l'óblast de Moscou i la resta es reparteix al llarg del Volga, dels Urals i de les regions siberianes. Pocs d'aquests naukograds tenen l'estatus de ciutat tancada (només hi ha deu naukograds tancats on es duu a terme, encara, tasques nuclears). Alguns tenen enllaços militars, com Friàzino, que desenvolupa sistemes de ràdio i dispositius electrònics, però la majoria estan orientats a obres civils amb ajuts d'inversions estrangeres. Entre els més famosos hi ha Púixkino, administrat per l'Acadèmia Russa de les Ciències, un centre ciències biològiques; i Txernogolovka, un centre per a la investigació de química i física. Zelenograd també és conegut, en particular en l'ensenyament i producció en l'àrea electrònica.
La primera ciutat a convertir-se oficialment en un naukograd, en era post-soviètica, fou Óbninsk, una ciutat amb material nuclear i instal·lacions d'investigació mèdica i meteorològica. S'afegiren a la llista ràpidament unes altres tres ciutats: Dubnà, un centre internacional d'investigació nuclear; Koroliov, on hi ha moltes instal·lacions d'investigació espacial; i Koltsovo, prop d'Akademgorodok, originàriament el lloc de naixement del Vector de Guerra biològica, però ara és un centre per a la investigació mèdica i farmacèutica. Posteriorment, el desembre del 2003, Réutov i Friàzino reberen també l'estatus de naukograd.